# William Fraisse
Pour les articles homonymes, voir Fraisse.
William Fraisse, né le 2 juin 1803 à Lausanne et mort le 19 août 1885 dans la même ville, fut ingénieur, inspecteur militaire, conseiller municipal et député suisse. Il fut chef du service des routes du canton de Vaud et directeur de la compagnie de chemin de fer la Compagnie de l'Ouest-Suisse.

## Biographie

### Enfance et études
William Fraisse est le fils de Jean-Abram Fraisse (1771-1812), originaire de Lausanne et Prilly, conseiller municipal et architecte, et de Louise-Françoise-Christine Favre, de Thierrens. Il a un frère cadet, Henri (1804-1841), futur architecte. Orphelin de père à 9 ans et de mère à 11 ans, il est placé avec son frère.
Il étudie à l'Académie de Lausanne puis entre à la société de Belles-Lettres en 1821. Après son école de recrues, accompli dans les troupes du génie, Fraisse s'inscrit vers 1824-1825 à l'École des mines de Paris. Il obtient son diplôme en 1827 et rentre en Suisse où il collabore avec Adrien Pichard, ingénieur cantonal, comme suppléant de la Commission des ponts et chaussées.

### Carrière d'ingénieur et de militaire
Parallèlement à sa carrière d'ingénieur, il est militaire. Instructeur des troupes du génie à Thoune en 1828, il a sous ses ordres l'aspirant Louis-Napoléon Bonaparte. Deuxième lieutenant à l'état-major en 1829, il devient capitaine en 1835 puis major EMG en 1841.
En 1829, il remplace Frédéric-César de La Harpe au poste de conservateur des antiquités du Musée cantonal. Il collabore avec le directeur général des forêts cantonales, dont il épousera la fille, Suzanne-Charlotte Lardy, le 3 avril 1834 à Chexbres. Elle meurt un an plus tard.
Fraisse est nommé agent voyer du district de Lausanne en 1831. Il a notamment pour tâche d'inspecter les bâtiments de l'État. Toutefois, ne parvenant pas à concilier cet emploi avec celui de la Commission des ponts et chaussées, il démissionne en juillet 1837. Aux côtés d'Adrien Pichard, il supervise plusieurs chantiers d'extension et d'amélioration des routes vaudoises, notamment celui du pont reliant Saint-François à Saint-Laurent, et qui prendra le nom de pont Pichard. À la mort de Pichard, il est nommé à sa place ingénieur cantonal des Ponts et Chaussées le 1er octobre 1841. Il entre au Conseil des mines en 1842 et, dans la construction de routes, favorise l'usage du rouleau compresseur.
Chargé dès 1831 de la surveillance et de l'entretien des ouvrages d'art valaisans, notamment à Saint-Maurice et à Gondo, il devient deux ans plus tard instructeur de l'École fédérale du génie à Saint-Maurice. Il est de plus élu conseiller municipal à Lausanne le 18 mai 1832 ; il quittera cette fonction en décembre 1833. Il dirige en septembre 1837 les travaux de fortification du défilé de Saint-Maurice et de la route du Simplon. En outre, il étudie les différentes possibilités pour relier les lacs Léman et de Neuchâtel, soit par voie d'eau en rouvrant et prolongeant le canal d'Entreroches, soit par voie ferrée. Cette dernière solution lui paraît plus logique, tout comme à Vincent Perdonnet, qui étudie le problème de son côté. Fraisse réunit à son domicile le 18 février 1838 un comité présidé par Perdonnet qui rédige les statuts provisoires d'une « Association pour couvrir les frais d'étude à faire sur le terrain pour une communication à établir entre les lacs Léman et d'Yverdon au moyen d'un canal ou d'un chemin de fer ».
En 1839, Fraisse épouse à Commugny Marie-Françoise-Pauline Bourdillon, avec qui il aura cinq enfants, dont William-Albert, né à Genève, qui deviendra ingénieur. La même année, il entreprend les premières études d'un projet de canal, mais propose l'année suivante un tracé par voie ferrée qui soulève de nombreuses oppositions. Elles retardent le dépôt de son rapport qui conclut en 1844 à la nécessité d'une liaison ferroviaire. Le Conseil d'État vaudois n'y donne aucune suite, jusqu'à ce que le problème ferroviaire soit posé sur le plan fédéral plusieurs années plus tard. Pionnier du chemin de fer en Suisse romande, Fraisse envisage une liaison avec l'Italie par le Simplon, ainsi qu'avec Bâle et Zurich.

### Vie politique et exil en France
William Fraisse est également membre libéral du Conseil communal lausannois qu'il préside en 1839, 1841 et 1844. Élu au Grand Conseil le 7 août 1840, il est réélu en 1841. Le 13 février 1845, 97 députés du Grand Conseil, dont Fraisse, au nom de la liberté religieuse et de la souveraineté cantonale, refusent l'expulsion des Jésuites de Lucerne, demandée par une pétition riche de 32 000 signatures. Lors des manifestations qui s'ensuivent à Lausanne, il est menacé de mort, mais parvient à s'enfuir en se déguisant. Grâce à des amis et à des bateliers savoyards, il s'embarque pour la Savoie avant de rejoindre Genève.
Le 1er mars, le Gouvernement vaudois le considère comme démissionnaire. Il revient à Lausanne le 5 mars pour régler ses affaires avant de retourner à Genève avec sa famille. Il y passe quelques semaines avant de travailler à Lyon dans une entreprise de construction de machines. Il est ensuite appelé par Franz Mayor de Montricher sur le chantier du canal de Marseille et supervise la construction de l'aqueduc de Roquefavour. Il habite alors à Marseille. Vers 1848, il s'établit à Avignon et dirige de 1848 à 1853 l'entreprise du canal de Crillon.

### Retour en Suisse
Après la révolution radicale de 1845, le projet d'une ligne ferroviaire vaudoise revient sur le devant de la scène. Le 18 juin 1852, une concession est accordée à Sulzberger, ingénieur de Frauenfeld, pour la construction d'un chemin de fer entre Morges et Yverdon, avec un embranchement sur Lausanne. Le tracé devait reprendre celui proposé par Fraisse dans son avant-projet. Cette concession est reprise un an plus tard par la Compagnie de l'Ouest-Suisse.
Prié de diriger la compagnie, Fraisse rentre en Suisse en 1853. Il en restera le directeur jusqu'en 1858. En 1855, il est décidé de prolonger le tracé Morges-Yverdon du côté de Neuchâtel, de Genève et du Valais. Un comité de direction de trois membres (un par canton concerné), est placé à la tête de l'entreprise. Fraisse y représente le canton de Vaud et est chargé de la surveillance de la ligne longeant le lac Léman. En 1862, il devient inspecteur fédéral de la correction du Rhin, exécutée par les cantons des Grisons et de Saint-Gall, en accord avec l'Autriche. Il siège à nouveau au Conseil communal lausannois dès 1866, puis au Conseil municipal dès 1867. Il y est chargé de la direction des travaux jusqu'en 1870, puis de 1874 à 1878. En 1868, il est inspecteur fédéral pour la correction de l'Orbe et de la Broye, qui l'occupera pendant 17 ans. L'étude qu'il mène avec Richard La Nicca mène à une entreprise considérable qui comprend non seulement la correction de ces deux cours d'eau, mais également celles de la Thièle (partie inférieure de l'Orbe) et de l'Aar, ainsi que l'abaissement du niveau des lacs de Neuchâtel, de Morat et de Bienne. Le projet prend le nom de « Correction des eaux du Jura ». Le niveau du lac de Neuchâtel est abaissé de 2 m, celui du lac de Morat de 1,80 m et celui du lac de Bienne de 2,40 m, ce qui permet d'assécher 18 000 hectares devenant alors cultivables. Une région de plus de 100 km est désormais à l'abri des inondations.
Expert en hydrologie, consulté par des communes, des cantons et des sociétés suisses et italiennes, il continuera, à 80 ans, à inspecter à pied les régions du Rhin et du Jura. Le 1er novembre 1880, il démissionne du Conseil communal. Il décède le 19 août 1885, chez lui, à la suite d'un refroidissement.

## Publications
- Quelques mots sur le rouleau compresseur pour la construction et la réparation des routes en empierrement, Lausanne 1844.

## Hommages
Sur décision municipale de 1904, il existe à Lausanne une avenue William-Fraisse, entre la place de la Gare et l'avenue Frédéric-César-de-la-Harpe.

### Sources
- Louis Polla, Rues de Lausanne, Lausanne, éditions 24 heures, 1981, 115-117 p. (ISBN 2826500503)
- Paul Bissegger, « Fraisse, William » dans le Dictionnaire historique de la Suisse en ligne, version du 1er mai 2007.
- William Fraisse sur annales.org